# ميخالوفتسى
ميخالوفتسى (بالسلوفاكية: Michalovce)‏ مدينة في شرق سلوفاكيا وتتبع إقليم كوشيتسه.

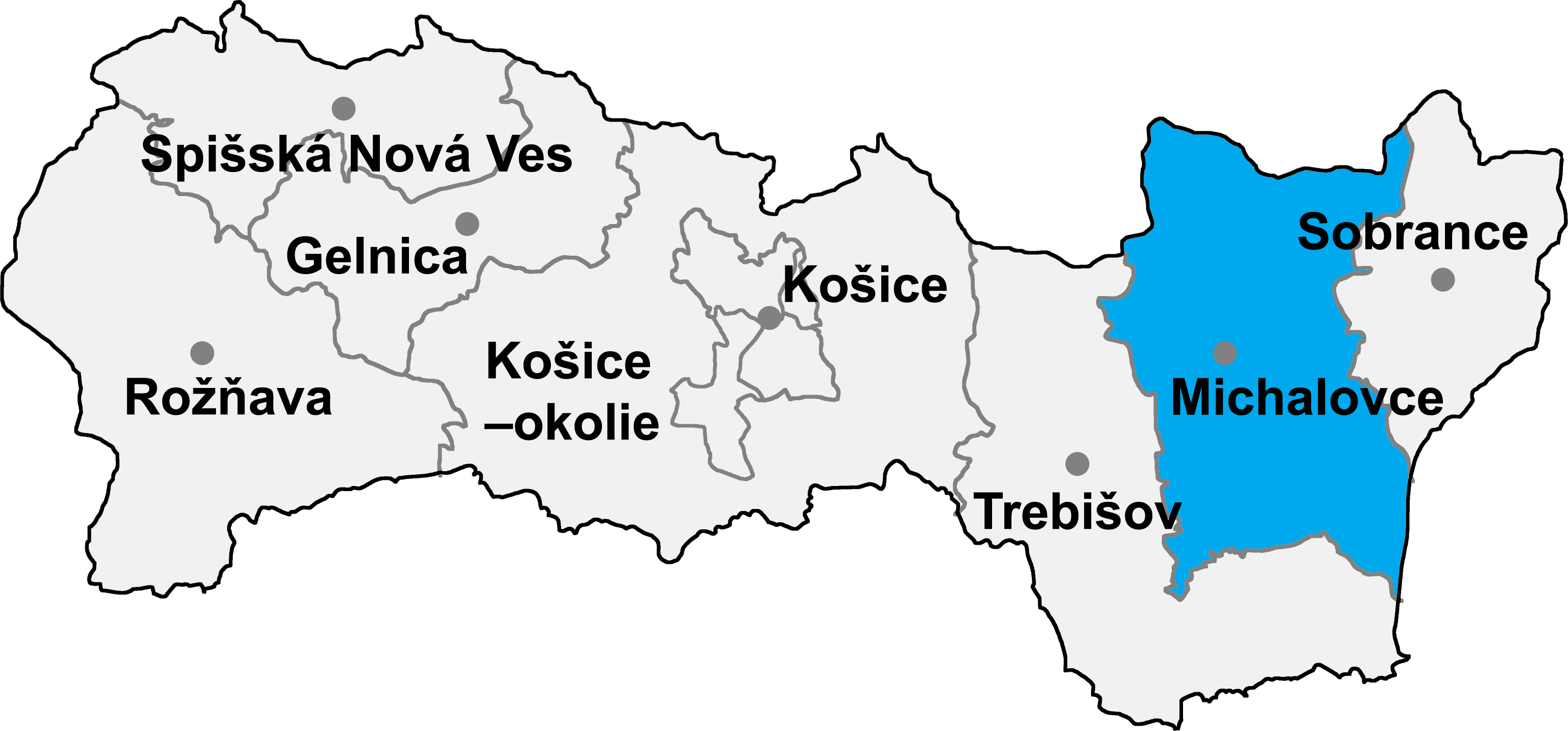
موقع ميخالوفتسى في إقليم كوشيتسه

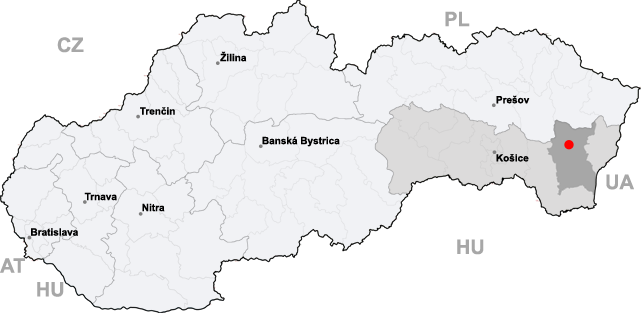
موقع ميخالوفتسى في سلوفاكيا

## توأمة
لميخالوفتسى اتفاقيات توأمة مع كل من:
- Jarosław [الإنجليزية]‏
- فيشكوف
- ثيوداد ريال
- شاتوراياويهي [الإنجليزية]‏
- أوجهورود
- كافارنا
- كريمنشوك

## أعلام
- كامل كابكوفيك
- تيبور فيلدمان
- ريتشارد شتوشل
- لوسيا جبيكوفا
- دومينيكا هورناكوفا